# Kingdom (jogo eletrônico)
Kingdom: Classic é um jogo de construção e simulação, desenvolvido por Thomas van den Berg e Marco Bancale, com o apoio da Raw Fury games. Foi inicialmente lançado em 21 de outubro de 2015 para os sistemas operacionais Microsoft Windows, OS X, e Linux. Para sistemas portáteis como iOS e Android foi lançado em 31 de janeiro de 2017, e estão previstos lançamentos para os consoles Xbox One e Nintendo Switch. Há outro jogos da mesma série como, Kingdom: New Lands, lançado em agosto de 2016; Kingdom Two Crowns, lançado em dezembro de 2018; e dentre eles, há também suas dlcs.

## Jogabilidade
O jogo foi desenvolvido em estilo pixel art, na qual o jogador controla um rei (ou uma rainha), que cavalga para os lados, coletando moedas e utilizando-as para gastar em vários recursos, tais como a contratação de viajantes, defesas contra criaturas que podem atacar e roubar a coroa do rei (ou da rainha) na qual o jogo acaba, mas, caso contrário, o reino poderá se expandir. O jogador porém, tem pouco controle direto do jogo, e, portanto, deve usar as moedas que coleta de forma sensata. Inicialmente, o mesmo poderá contratar viajantes que farão parte do reino e criar ferramentas, como martelos, para construir e melhorar defesas, e arcos, que servirá para caçar e defender o reino.

## Recepção
Kingdom recebeu notas positivas sobre a trilha sonora e sua ambientação, e a sua abordagem que e necessário que os jogadores precisam descobrir o que fazer com base nestes elementos, mas sentiram que a natureza de algumas tarefas no jogo acaba afetando sua jogabilidade. Dan Stapleton da IGN, deu uma nota 7.7 de 10 sobre a tensão aos ataques aleatórios e o medo de perder tudo. James Davenport do site PC Gamer,deu uma nota 70 de 100, dizendo "nada do que horas jogando para ver tudo ser destruído, pois o jogador não conhece como certas mecânicas do jogo funcionam".